# سائول لایتر
سائول لایتر (زاده ۳ دسامبر ۱۹۲۳ در پیتسبرگ - درگذشته ۲۶ نوامبر ۲۰۱۳ نیویورک) عکاس و نقاش معروف آمریکایی است. کار او در دهه ۱۹۴۰ و ۱۹۵۰ میلادی نقش مهمی در شناخته شدن مدرسه عکاسی نیویورک داشت. او یکی از عکاسان دیده نشده تاریخ عکاسی آمریکا بوده‌است. زمانی که سبک عکاسی خیابانی بر دقت و سرعت نهاده شده بود، سبک هنری این عکاس طبعی مخالف این اصل داشت. لیتر با جسارت خود در استفاده از اسلایدهای رنگی Kodachrome، در عکاسی رنگی پیشرو بود.

## زندگی و کار
سائول لایتر در پیتسبرگ، پنسیلوانیا به دنیا آمد. پدر او یک دانشمند برجسته تلمود بود و سائول در ابتدا برای خاخام شدن تحصیل می‌کرد. مادرش در سن ۱۲ سالگی اولین دوربین را به او هدیه داد. در ۲۳ سالگی، او مدرسه الهیات را ترک کرد و برای تبدیل شدن به یک هنرمند به نیویورک نقل مکان کرد. او از سنین پایین به نقاشی علاقه داشت و با نقاش اکسپرسیونیست انتزاعی ریچارد پوست-دارت آشنا شده بود.  
پوست-دارت و دابلیو. یوجین اسمیت لایتر را به عکاسی تشویق کردند و او به‌زودی شروع به گرفتن عکس‌های سیاه و سفید با دوربین لایکا ۳۵ میلی‌متری کرد که آن را در ازای چند نسخه چاپی از آثار اسمیت به دست آورده بود. در سال ۱۹۴۸، لایتر شروع به عکاسی رنگی کرد. او با عکاسان معاصری مانند رابرت فرانک و دایان آربس معاشرت داشت و به شکل‌گیری آنچه جین لیوینگستون مکتب عکاسی نیویورک در دهه‌های ۱۹۴۰ و ۱۹۵۰ نامیده است، کمک کرد.
از اوایل دهه ۱۹۶۰، لایتر به مدت ۲۰ سال به‌عنوان عکاس مد فعالیت کرد و آثار او در نشریاتی مانند Show, Elle, Vogue، Queen و Nova منتشر شد. در اواخر دهه ۱۹۵۰، مدیر هنری هنری وولف آثار مد رنگی او را در مجله Esquire و بعداً در Harper's Bazaar منتشر کرد.  
ادوارد استایکن عکس‌های سیاه و سفید لایتر را در نمایشگاه همیشه غریبه جوان در سال ۱۹۵۳ در موزه هنر مدرن نیویورک به نمایش گذاشت. آثار او به‌طور برجسته در کتاب جین لیوینگستون با عنوان مکتب نیویورک (۱۹۹۲) و همچنین در کتاب مارتین هریسون با عنوان ظهور: عکاسی مد از سال ۱۹۴۵ (۱۹۹۱) به نمایش درآمده است. در سال ۲۰۰۸، بنیاد آنری کارتیه-برسون در پاریس، اولین نمایشگاه موزه‌ای لایتر را در اروپا با یک کاتالوگ همراه برگزار کرد.  
لایتر موضوع مستند بلند "در عجله‌ای بزرگ نیستم – ۱۳ درس زندگی با سول لایتر" در سال ۲۰۱۲ به کارگردانی و تهیه‌کنندگی توماس لیچ بود. همچنین او یکی از موضوعات مستند "ترسیم خطوط" (۲۰۱۵) ساخته 2nd State Productions بود. 
مارتین هریسون، ویراستار و نویسنده کتاب "سول لایتر: رنگ‌های اولیه" (۲۰۰۶) می‌نویسد:  
 "حساسیت لایتر، عکس‌های او را از برخی ویژگی‌های مشخصه مکتب نیویورک جدا می‌کند – ویژگی‌هایی که در مواجهه مستقیم با ضرباهنگ و اضطراب‌های زندگی خیابانی در تصاویر دهه ۱۹۵۰ عکاسانی مانند رابرت فرانک و ویلیام کلاین دیده می‌شود. در مقابل، لایتر رویکردی آرام‌تر و کمتر متعارض داشت و در هیاهوی منهتن به دنبال آرامش بود."

سائول لایتر در ۲۶ نوامبر ۲۰۱۳ در سن ۸۹ سالگی در نیویورک درگذشت. 

- مشارکت‌کنندگان ویکی‌پدیا. «Leiter Saul Leiter». در دانشنامهٔ ویکی‌پدیای انگلیسی، بازبینی‌شده در ۳۱ مه ۲۰۱۷.
- هریسون, مارتین (2006). سول لایتر: رنگ‌های اولیه (به انگلیسی). گوتینگن: Steidl.